# Dự án các ngôi mộ hoàng gia Amarna
Dự án các ngôi mộ hoàng gia Amarna (ARTP) là một dự án khảo cổ học, thám hiểm dành cho thời kỳ Amarna. Nó đã được thành lập từ năm 1998 đến xác định các di tích khảo cổ, lăng mộ trên mặt đất trong thời xưa, ghi lại số phận của những người mất tích, những người thuộc hoàng gia đã chết, mà đã không được chuyển đi từ El-Amarna đến Thung lũng các vị Vua trong Vương triều 18 như Pharaon Tutankhamun. Nicholas Reeves là giám đốc dự án này.